# 慶熙大学校
慶熙大学校（キョンヒだいがっこう、英称: Kyung Hee University）は、ソウル市東大門区慶熙大路26に本部を置く大韓民国の私立大学である。1949年に設置された。大学の略称はKHU。

## 概説
新興武官学校（中国大陸における朝鮮系住民の軍学校）の創設に携わった政治家の李始榮が発起人となり、1947年にソウル市鍾路区堅志洞の曹渓寺付近に設立した私塾「新興専門館」が源流となる。1949年、培英大学館と合併して短期大学の認可を受け、「新興初等大学」に再編された。1951年、朝鮮戦争の影響で資金難に陥り、李はソウル大学校出身の教育家であった趙永植に経営権を譲渡した。1952年、四年制大学の「新興大学」に再編されて、趙が初代理事長に就任した。1954年に大学院設置許可、1955年に総合大学としての認可も受けている。趙体制下で負債返済に努めて経営を立て直し、ソウル市東大門区回基洞に新たな校地を確保するまでになった。
1960年、校名を慶熙宮に由来する「慶煕大学校」に変更した。以降も積極的に学校規模の拡大が続けられ、複数の大学を吸収して多数の学部・学生を抱える韓国有数の総合大学へと成長を遂げた。
2021年、イギリスのタイムズ・ハイアー・エデュケーションはTHE世界大学ランキングで慶煕大学校を上位300校の一つにランキングしている。韓国の大学としてはソウル大学校、成均館大学校、高麗大学校、延世大学校に次ぐ大学と評価されている。現在、慶煕大学校以外に付属校として慶熙幼稚園・慶熙初等学校・慶熙中学校・慶熙女子中学校・慶熙高等学校・慶熙女子高等学校・慶熙サイバー大学校が設立されている。
東洋医学の研究でも知られており、慶熙大編集の全8巻に及ぶ『東洋医学大辞典』は東洋医学を体系的にまとめた最初の大辞典として知られている。

## 校史
- 1947年 - 李始榮がソウル特別市鍾路区堅志洞に私塾「新興専門館」を設立。
- 1949年 - 培英大学館と合併して「新興初等大学」に再編、初等大学の認可を受ける。
- 1951年 - 経営難により李始榮から趙永植（朝鮮語版）が学校の負債と経営権を引き取る。
- 1952年 - 四年制大学の認可を受けて「新興大学」に再編される。
- 1954年 - 大学院を設置。
- 1955年 - ソウル特別市東大門区回基洞にキャンパスを移転。総合大学の認可を受ける。
- 1960年 - 校名を「慶煕大学校」に変更。
- 1963年 - 「慶煕初等大学」設立。
- 1965年 - 学校法人杏林学園と合併し、「東洋医科大学」を慶煕大学校に統合。
- 1966年 - 「慶煕看護大学」設立。
- 1967年 - 「慶煕初等大学」を「慶熙女子初級大学」に再編。
- 1971年 - 「慶煕大学医療院（朝鮮語版）」を設立。
- 1975年 - 「慶煕ホテル経営専門大学」設立。
- 1978年 - 「慶熙女子初級大学」閉校。
- 1979年 - 「慶煕看護専門大学」設立。
- 1979年 - 京畿道龍仁郡（現在は龍仁市に行政区が変更）に第二キャンパスを設置。工科大学、体育大学、外国語大学などが移転。
- 1984年 - 京畿道南楊州郡（現在は南楊州市）に第三キャンパスを設置。大学院の一部が移転。
- 1998年 - 「慶煕ホテル経営専門大学」を慶煕大学校観光学部に再編。
- 1999年 - 「慶煕看護専門大学」を慶煕大学校医学部看護学科、慶煕大学校看護学部に再編。

## 組織

### 学部
- Humanitas College
- 文科大学
  - 国語国文学科
  - 史学科
  - 哲学科
  - 英語学部
    - 英語学専攻
    - 英文学専攻
    - 通・翻訳学専攻
- 法科大学
  - 法学部
    - 法学専攻
    - 国際法務学専攻
- 政経大学
  - 政治外交学科
  - 行政学科
  - 社会学科
  - 言論情報学科
  - 経済学科
  - 貿易学科
  - 国際通商・金融投資学科
- 経営大学
  - 経営学科
  - 会計・税務学科
- ホテル観光大学
  - Hospitality経営学部
    - ホテル経営学科
    - コンベンション経営学科
    - 外食経営学科
    - 調理・サービス経営学科

  - 観光学部
    - 観光学科
    - 文化観光コンテンツ学科
    - 文化観光産業学科
    - 調理産業学科
- 理科大学
  - 数学科
  - 物理学科
  - 化学科
  - 生物学科
  - 情報ディスプレイ学科
  - 地理学科
- 生活科学大学
  - 児童家族学科
  - 住居環境学科
  - 衣装学科
  - 食品栄養学科
- 医科大学
  - 医学科
- 韓医科大学
  - 韓医学科
- 歯科大学
  - 歯医学科
- 薬学大学
  - 薬学科
  - 韓薬学科
  - 薬科学科
- 看護科学大学
  - 看護学科
- 音楽大学
  - 作曲科
  - 声楽科
  - 器楽科
- 美術大学
  - 美術学部
    - 韓国画専攻
    - 絵画専攻
    - 彫塑専攻
- 舞踊学部
  - 韓国舞踊専攻
  - 現代舞踊専攻
  - バレエ専攻
- 自律専攻学科
  - グローバルリーダー専攻
  - グローバルビジネス専攻
- 工科大学
  - 機械工学科
  - 産業経営工学科
  - 原子力工学科
  - 化学工学科
  - 情報電子新素材工学科
  - 社会基盤システム工学科
  - 建築工学科
  - 環境学・環境工学科
  - 建築学科
- 電子情報大学
  - 電子工学科
  - コンピュータ工学科
  - 生体医工学科
  - ソフトウェア融合学科
- 応用科学大学
  - 応用数学科
  - 応用物理学科
  - 応用化学科
  - 宇宙科学科
- 生命科学大学
  - 遺伝工学科
  - 食品生命工学科
  - 漢方材料工学科
  - 植物・環境新素材工学科
  - 園芸生命工学科
- 国際大学
  - 国際学科
- 外国語大学
  - フランス語学科
  - スペイン語学科
  - ロシア語学科
  - 中国語学科
  - 日本語学科
  - 韓国語学科
  - グローバルコミュニケーション学部
    - 英米語文専攻
    - 英米文化専攻
- 芸術・デザイン大学
  - 産業デザイン学科
  - 視覚情報デザイン学科
  - 環境造園デザイン学科
  - 衣類デザイン学科
  - ディジタルコンテンツ学科
  - PostModern音楽学科
  - 演劇映画学科
  - 陶芸学科
- 体育大学
  - 体育学科
  - スポーツ指導学科
  - スポーツ医学科
  - ゴルフ産業学科
  - 跆拳道学科
- 東西医科学科
  - 東西医科学科

### 大学院

#### 一般大学院
- 人文社会系列
  - 国語国文学科　英語英文学科　英米語文化学科　仏語仏文学科　中国語中国文学科　日本語日本文学科　スペイン語学科　史学科　哲学科　社会学科　法学科　行政学科　政治学科　新聞放送学科　経済学科　国際経営学科　貿易学科　会計学科　ホテル観光学科
- 自然科学系列
  - 数学科　生物学科　地理学科　物理学科　化学科　児童住居学科　植物栄養学科　衣装学科　遺伝工学科　生命工学院　漢方材料加工　生体システム工学　食品加工学科　環境造景学科　環境応用科学科　宇宙科学科　薬学科　臨床薬学科　韓薬学科　看護学科
- 工学系列
  - 機械工学科　化学工学科　繊維工学科　電子工学科　土木工学科　建築工学科　原子力工学科　コンピュータ工学科　産業工学科　電波工学科　東西医療工学科
- 医学系列
  - 医学科　歯医学科　韓医学科
- 芸・体能系列
  - 美術学科　音楽学科　体育学科　舞踊学科　陶芸学科　産業デザイン学科

#### 専門大学院・特別大学院
- 経営大学院
- 教育大学院
- 行政大学院
- 言論情報大学院
- 体育大学院
- テクノ経営大学院
- 国際法務大学院
- 国際大学院
- 東西医学大学院
- 建築大学院
- 平和福祉大学院
- 観光大学院
- 情報通信大学院
- NGO大学院
- アート・ヒュージョンデザイン大学院
- 医学専門大学院
- 歯医学専門大学院
- 法学専門大学院
- 生命工学院

## キャンパス

### 平和の殿堂

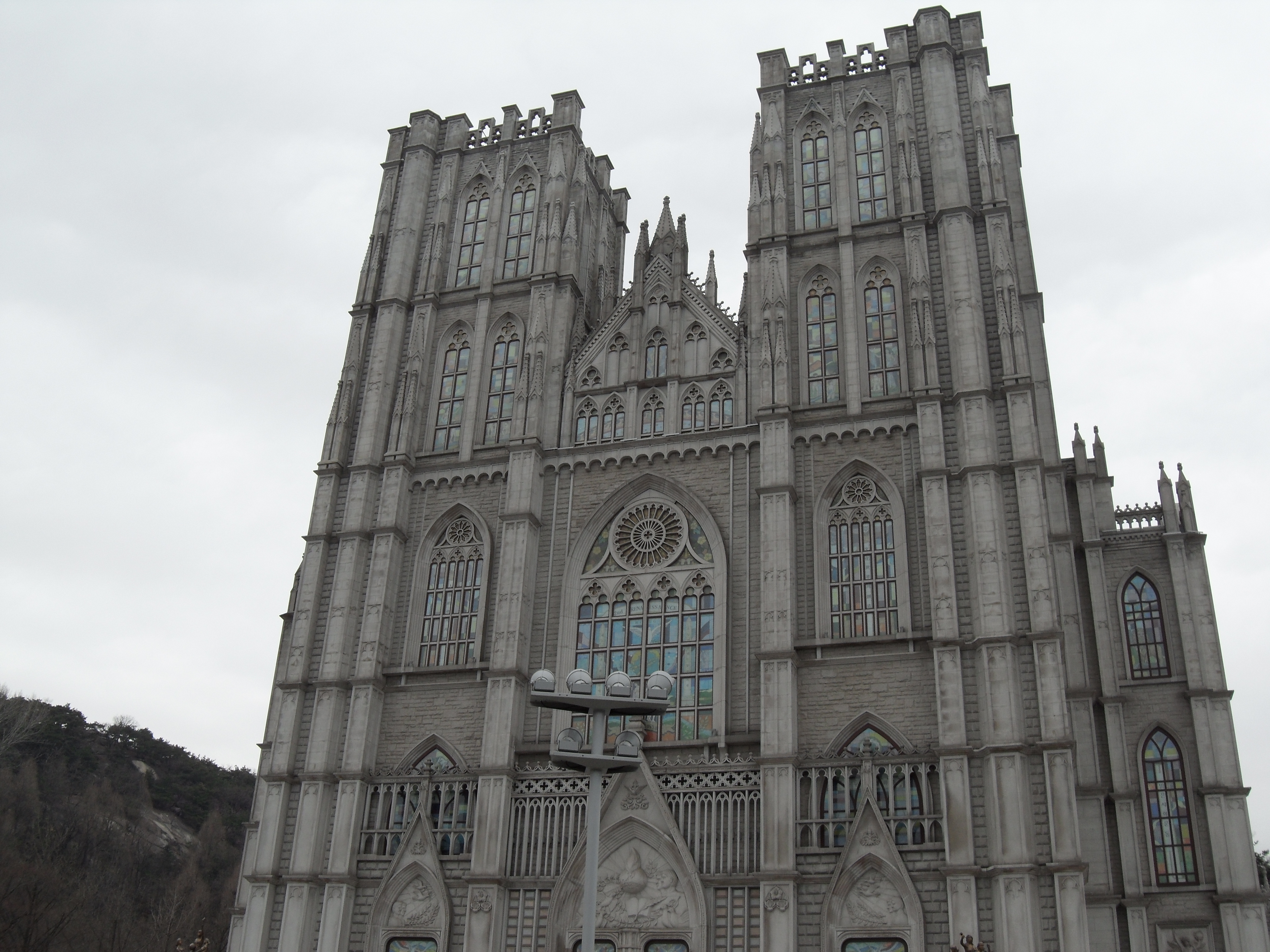
平和の殿堂

平和の殿堂は同校設立50周年を記念して1999年に建てられた。4500人収容の劇場。1976年に着工したが、工事がストップしたこともあった。劇場は中世ゴシック様式の建築であり、ビノルリアの名称もつけるはずだったという。

## 出身者
- 金大中 - 第15代韓国大統領
- 文在寅 - 第19代韓国大統領
- 丁世均 - 第46代国務総理
- 趙海一 - 文学者
- 韓水山 - 文学者
- 鄭浩承 - 詩人
- クァク・ジェヨン - 映画監督
- 金點坤 - 日本陸軍少尉、韓国陸軍少将
- 金成龍 - 韓国空軍大将
- キム・テウ（god） - アーティスト
- ピ／RAIN - アーティスト
- キュヒョン（SUPER JUNIOR） - アーティスト
- クォン・ジヨン（BIGBANGのG-DRAGON） - アーティスト
- イェウン（元Wonder Girls） - アーティスト
- チョ・グォン（2AM） - アーティスト
- ジコ（Block B） - アーティスト
- インソン (SF9)  - アーティスト
- チョン・ジュノ - 俳優
- キム・ナムジュ - 俳優
- キム・ソナ - 俳優
- ユン・ゲサン - 俳優
- コン・ユ - 俳優
- ソン・ユリ - 俳優
- ハン・ガイン - 俳優
- ユン・ウネ - 俳優
- キム・テリ - 俳優
- イ・ジュヨン - 俳優
- 朴映宣 - 政治家
- 高旼廷 - 政治家

## 参考項目
- 獨協大学・日本体育大学 - 学術交流協定校
- 専修大学 - 国際交流協定校